# 宝坻黄板泥鳅
宝坻黄板泥鳅，产于天津市宝坻区，2014年成为地理标志证明商标产品，2019年成为中国农业品牌目录农产品区域公用品牌，也是中国唯一通过有机认证的泥鳅品种，在中国国内市场占有率维持在60%左右，国际市场上也达到40%，日韩为其主要出口方向。做法常见为红烧、干炸。